# Нунес, Шерил
Ше́рил Моа́на Мари́ Ну́нес (англ. Cheryl Moana Marie Nunes; 17 мая 1971, Хилсборо, Орегон, США) — американская актриса, фотомодель, музыкант, журналистка и телеведущая.

## Биография
Шерил Моана Мари Нунес родилась 17 мая 1971 года в Хилсборо (штат Орегон, США) и была названа в честь песни Джона Раулса «Cheryl Moana Marie».

## Карьера
Шерил начала карьеру в качестве фотомодели в 1988 году с победы в нескольких конкурсах красоты.
В 1997 году дебютировала в кино, а чуть позже также начала карьеру журналистки.

## Личная жизнь
С 25 сентября 2012 года Шерил замужем за актёром Антонио Сабато-младшим, с которым она встречалась 3 года до их свадьбы. У супругов есть сын — Антонио Камаканалохамайкалани Харви Сабато-третий (род. 01.05.2011). 20 декабря 2016 года Сабато подал документы на развод.